# Pontiac Can Am
Pontiac Can Am — среднеразмерный маслкар, выпускавшийся в 1977 году на базе Pontiac LeMans и Pontiac Grand Am. Название Can Am автомобиль получил в честь одноимённой гоночной серии, где также участвовали Grand Prix, LeMans и Trans Am.

## Описание
Впервые Pontiac Can Am был представлен в январе 1977 года на Североамериканском международном автосалоне вместе с Pontiac Sunbird Sport Hatch. Одной из особенностей Can Am являлся спортивный шейкер Trans Am. Can Am стал преемником Pontiac Grand Am 1973—1975 годов.
Can Am являлся комплектацией LeMans с двигателем Pontiac 400 мощностью 149 кВт (200 л. с.). В Калифорнии автомобиль оснащался двигателем Oldsmobile 403 Small Block мощностью 138 кВт (185 л. с.).
Pontiac Can Am окрашивался в белый цвет (Cameo), дополненный оранжево-красно-жёлтой графикой, а также затемнёнными нижними панелями и окнами. Стандартное опорное колесо представляло собой подобранный по цвету Rally II с хромированными кольцами. Автомобиль имел множество опций, в том числе алюминиевые колёса «снежинка», перенятые у Trans Am, и стальной или стеклянный люк на крыше. Как и у LeMans, отделка салона Can Am была красной, белой, чёрной или коричневой.